# Peber-slægten
Slægten Peber (Piper) er udbredt i Sydamerika, Afrika og Sydasien. Det er stedsegrønne lianer eller buske med buenervede blade og blomster i hængende klaser. Her omtales kun de arter, der har økonomisk betydning i Danmark.
| Arter |

- Cubebapeber (Piper cubeba)
- Sort peber (Piper nigrum)